# Happy Caldwell
Happy Caldwell (* 25. Juli 1903 in Chicago, Illinois als Albert W. Caldwell; † 29. Dezember 1978 in New York), auch Happy Cauldwell, war ein US-amerikanischer Jazz-Musiker (Klarinette, Tenorsaxophon).

## Leben
„Happy“ Caldwell (der gelegentlich fälschlich Cauldwell geschrieben wird) begann mit 16 Jahren auf der Klarinette zu spielen; er gehörte dann der Eighth Illinois Regimental Band an und spielte auch in einer Army-Band. Nach seiner Entlassung aus der Armee studierte er Pharmazie, gab aber bald das Studium auf, um Berufsmusiker zu werden.
Anfang der 1920er Jahre arbeitete er bei Bernie Young in Chicago, wo 1923 erste Aufnahmen mit ihm entstanden. In dieser Zeit begann er auch auf dem Tenorsaxophon zu spielen. Mitte der Dekade gehörte er Mamie Smiths Jazz Hounds, Bobby Browns Syncopaters, sowie den Bands von Elmer Snowden, Billy Fowler, Thomas Morris, Willie Gant und Cliff Jackson an. 1926 entstanden Aufnahmen mit Morris, 1929 mit Louis Armstrong sowie mit Eddie Condons Hot Shots mit Jack Teagarden.
In den 1930ern spielte Caldwell bei Vernon Andrade, Billy Banks, Tiny Bradshaw und Louis Metcalf; daneben leitete er um 1935 eine eigene Formation, The Happy Pals. Kurze Zeit trat er auch im Minton’s Playhouse in New York City auf; dann zog er nach Philadelphia, wo er bei Eugene Slappy und Charlie Gaines arbeitete. Er kehrte schließlich nach New York zurück, nahm 1939 mit Jelly Roll Morton/Sidney Bechet auf und stellte 1940 ein neues Ensemble zusammen. In den nächsten Dekaden arbeitete er vorwiegend in kleineren Formationen; in den 1970ern spielte er bei Jimmy Rushing, mit dem er auch auf internationale Tourneen ging.
Caldwell gilt als frühes Vorbild Coleman Hawkins’.